# Dominik Giesriegl
Dominik Giesriegl (Viena, 1986) es un compositor austriaco.

## Biografía
Dominik Giesriegl estudió Filosofía y Psicología en la Universidad de Viena y Música en la Universidad de Música y Arte Dramático de Viena. Desde 2010 se estudia Composición de bancas sonoras con Enjott Schneider en la Universidad de Música y Teatro de Múnich. Debutó como compositor de música de cine en 2012 con la aclamada comedia de televisión Mi hija, su novio y yo.

## Filmografía
- 2012: Meer riecht frei
- 2012: Meine Tochter, ihr Freund und ich
- 2013: Im weißen Rössl – Wehe Du singst!
- 2014: Meine Frau, ihr Traummann und Ich
- 2015: Überleben an der Scheidungsfront
- 2015: Ein Sommer im Burgenland
- 2015: Ein Sommer in Masuren
- 2015: Wer Wind sät – Ein Taunuskrimi
- 2015: Matthiesens Töchter
- 2015: Pokerface
- 2015: Das Kloster bleibt im Dorf
- 2016: Neues aus dem Reihenhaus
- 2016: Die Toten von Salzburg
- 2017: Honigfrauen